# Ріхард Генце
Ріхард Генце (нім. Richard Henze; 3 вересня 1895, Лангельсгайм — 15 вересня 1985, Брауншвейг) — німецький офіцер, оберст резерву вермахту (1 січня 1945). Кавалер Лицарського хреста Залізного хреста з дубовим листям.

## Біографія
Учасник Першої світової війни. В 1919 році демобілізований. З початком Другої світової війни призваний в армію як офіцер резерву. З лютого 1940 р.оку — командир роти 489-го піхотного полку. Учасник Французької кампанії та Німецько-радянської війни. З осені 1941 року — командир 2-го батальйону 518-го піхотного полку 295-ї піхотної дивізії. Учасник боїв під Сталінградом. З літа 1943 року — командир 489-го піхотного полку 269-ї піхотної дивізії. В листопаді 1944 року полк Генце був переведений на Захід, а на початку 1945 року — назад на Схід.

## Нагороди
- Залізний хрест 2-го і 1-го класу
- Почесний хрест ветерана війни з мечами
- Застібка до Залізного хреста
  - 2-го класу (3 липня 1940)
  - 1-го класу (4 липня 1941)
- Штурмовий піхотний знак в сріблі
- Медаль «За зимову кампанію на Сході 1941/42»
- Лицарський хрест Залізного хреста з дубовим листям
  - лицарський хрест (2 жовтня 1942)
  - дубове листя (№703; 18 січня 1945)